# Quercus xalapensis
El roble de duelas (Quercus xalapensis) es una especie del género Quercus de la familia Fagaceae. Está clasificada en la Sección Lobatae; del roble rojo de América del Norte, Centroamérica y el norte de América del Sur que tienen los estilos largos, las bellotas maduran en 18 meses y tienen un sabor muy amargo. Las hojas suelen tener lóbulos con las puntas afiladas, con cerdas o con púas en el lóbulo.

## Distribución y hábitat
Es endémico en Centroamérica, donde crece entre los 1000 hasta los 2200 m en México, en los estados de Oaxaca, Chiapas, Puebla, San Luis Potosí y Veracruz; en Guatemala, El Salvador, Honduras y Nicaragua. Está amenazado por la pérdida de hábitat.

## Descripción
Quercus xalapensis es un árbol que crece hasta los 10-30 m de altura y el tronco de 45 a 150 de diámetro. La corteza es áspera, gris, oscura, espesa. Las ramas miden 1-3 mm de diámetro. En el primer año sin pelo, o ligeramente pubescentes, de color rojo oscuro marrón giro gris, con lenticelas blancas planteadas; capullos ovoides, de 2-4 mm de largo, con escamas pubescentes. Las hojas miden 7-19 por 2-7 cm, persistentes, gruesas, lanceoladas a elípticas u ovadas más o menos estrechas, ápice agudo, acuminado, base cuneada a veces truncada o cordada, margen grueso, con cerdas de punta en los dientes cerca del ápice, ligeramente revoluta sin pelo; anteriormente, o con algunos pelos glandulares cerca de la base, mechones de pelos estrellados por debajo de las axilas de las venas, 8-12 pares de venas; pecíolo 0,5-3 cm de largo, glabrescente. Las inflorescencias masculinas de 6-10 cm de largo. Las inflorescencias son pistilades y muy cortas, con flores 1-3. Las bellotas miden 1,8-2,4 cm, ovoides, mucronadas, solas o en parejas en un pedúnculo de 0,4-0,8 cm de largo; cúpula de media caña con escalas adpresas, de color café, adjuntando un tercio a 1/2 del pericarpio del fruto, dentro pubescente, con una maduración de 2 años. 

## Taxonomía
Quercus xalapensis fue descrita por Humb. & Bonpl. y publicado en Plantae Aequinoctiales 2: 24, pl. 75. 1809.
Etimología
Quercus: nombre genérico del latín que designaba igualmente al roble y a la encina.
xalapensis: epíteto geográfico que alude a su localización en Xalapa. 
Sinonimia
- Quercus cupreata Trel. & C.H.Müll.
- Quercus cupreata f. serrata Trel. & C.H.Müll.
- Quercus huitamalcana Trel.
- Quercus paxtalensis C.H.Mull.
- Quercus runcinatifolia f. alata Trel. & C.H.Müll.
- Quercus sartorii Liebm.
- Quercus sartorii f. magna Trel.
- Quercus serra Liebm.
- Quercus sierramadrensis C.H.Mull.
- Quercus tenuiloba C.H.Mull.
- Quercus tenuiloba f. gracilis C.H.Mull.
- Quercus tenuiloba f. hirsuta C.H.Mull.
- Quercus vexans Trel.[4][5]